# Хайлайф
Хайлайф (англ. Highlife) — музыкальный жанр, состоящий из танцевальных стилей англоязычной Западной Африки, сплав африканских ритмов с западной музыкой. 
Существуют две основные формы жанра: гитарные ансамбли с медно-духовой секцией, обладающей джазовым звучанием, либо исключительно гитарные ансамбли в сельских районах. 
Название возникло в 1920-х от обозначения пришедшего из Европы стиля «высокой жизни» (англ. high life). Профессор Джон Коллинз, музыковед Университета Ганы, писал: «Объединив… так называемую музыку высокого класса с местными уличными мелодиями, родился совершенно иной тип музыки — сегодня мы знаем его как хайлайф»..

## История
Хайлайф появился в начале XX века как смесь африканских и европейских влияний с локальными ритмами региона «Золотой берег», предшественниками которого были различные духовые оркестры, вокально-ударные оркестры «konkoma» и гитарные группы пам-уаин. 
Во время Второй мировой войны под влиянием свинга формируется классический хайлайф. 
После обретения независимости Ганой в 1957 году правительство начинает активно поощрять традиционную музыку и финансировать государственные группы. Одним из самых известных представителей жанра в 1950-х является трубач E. T. Mensah, изначально с группой «The Tempos», а потом в качестве сольного музыканта; другой влиятельной фигурой является Guy Warren один из участников «The Tempos», виртуозный барабанщик, получивший прозвище «божественный барабанщик». 
Бывшие пам-уаин-группы превратились в большие группы со множеством гитар, ключевой фигурой здесь является E. K. Nyame. Хайлайф в Нигерии появился в 1950-х, с такими звёздами, как Bobby Benson, Rex Lawson, Victor Olaiya.
В 1960-х, вслед за успехом группы «The Tempos», появляются Nana Ampadu с группой African Brothers, A. B. Crentsil, Ramblers International, Professional Uhuru Dance Band.. Однако популярность жанра снижается из-за подъема конголезской музыки в 1960-х. 
В 1966 году в Гане президент Кваме Нкрума был свергнут в результате военного переворота, в итоге, многие музыканты переехали в США, Великобританию, Нигерию, Германию и другие страны и процветали в эмиграции.

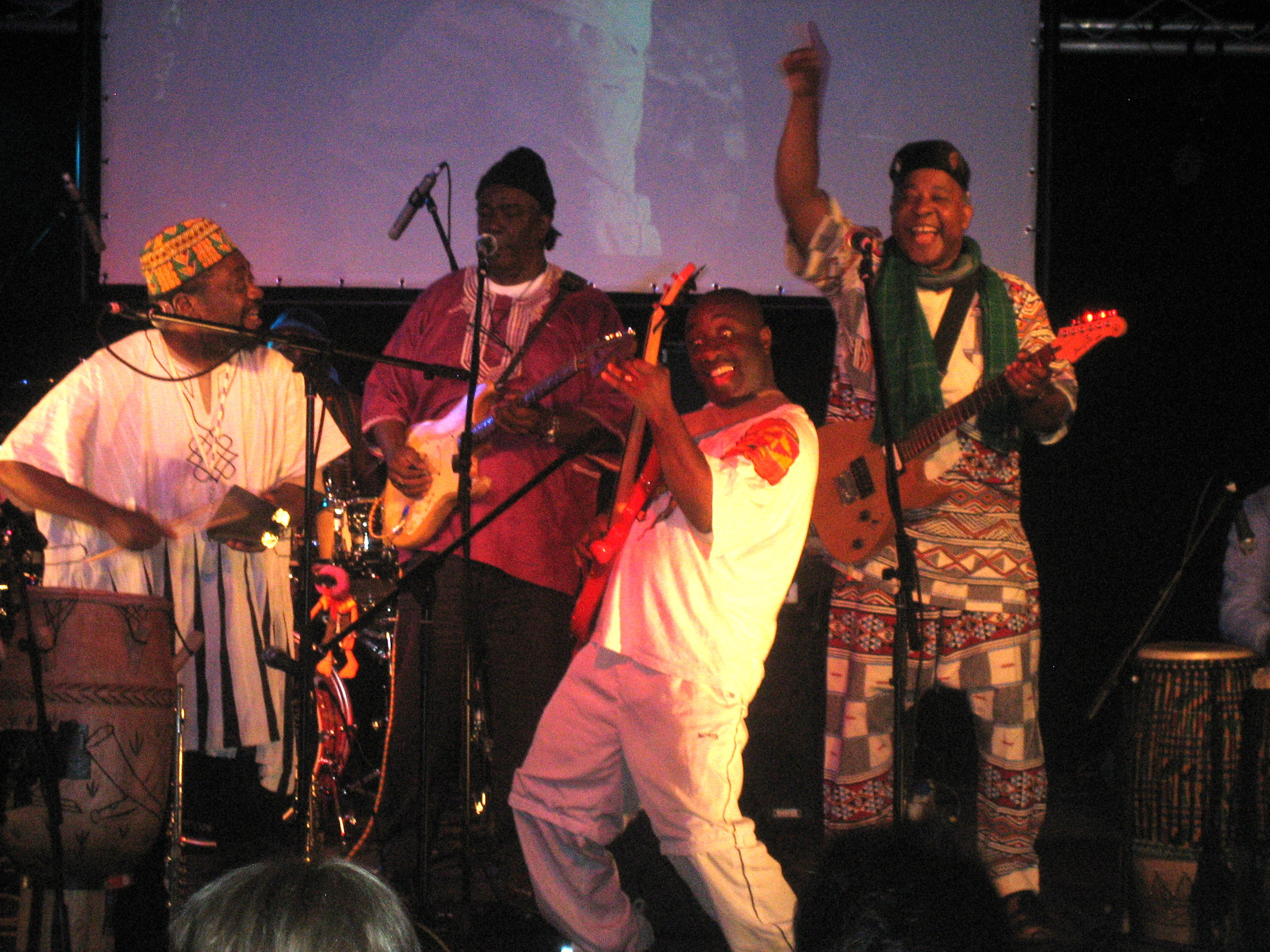
Одна из первых африканских групп «Osibisa», получившая международный успех, исполняет сплав рока, соула и хайлайф. Часто её относят к афро-попу, но называют также первопроходцами афро-рока.

В 1970-х всё большее влияние приобретает афроамериканская музыка, появляется наиболее успешная в Гане афро-поп-группа "Osibisa", а также Ashanti Brothers, City Boys, Magic Aliens, Boombaya. На волне экспериментов возникают такие жанры, как афро-рок (см. рок), афро-бит и афро-фанк (см. фанк). Группа "Wulomei" возглавляет возрождение культуры народа га. 
К концу 70-х, несмотря на сильное влияние зарубежной поп-музыки и упадок экономики в Гане, продолжается экспорт хайлайф-музыки.
Хайлайф не исчезает и в 1980-х, успешными исполнителями можно назвать Hi-Life International, Daddy Lumba, Jon K, Dade Krama, Orchestra Jazira и Ben Brako.

## Поджанры
Поджанр игбо-хайлайф, который исполняется в основном на игбо, появился в юго-восточной Нигерии. К его наиболее известным исполнителям относятся Chief Stephen Osita Osadebe, Oliver De Coque и прочие.
Другой нигерийский музыкант Victor Uwaifo популяризировал поджанр joromi.
В 1980-х ганские эмигранты в Германии создают буге-хайлайф (англ. burgher highlife), поджанр с использованием синтезаторов и драм-машин вместо традиционных ударных инструментов, очень популярный в Гане; отмечается влияние диско и фанк-музыки на буге-хайлайф.. Среди первопроходцев George Darko, Pat Thomas, Bob Fiscian, Charles Amoah, Lee Dodou, "The Lumba Brothers", McGod и Akyeame.
В 1990-х появляется поджанр хиплайф (англ. hiplife), сплав хип-хопа с хайлайф, первопроходцем которого стал американский рэпер ганского происхождения Reggie Rockstone. 
Вслед за Reggie Rockstone появляются VIP (Vision In Progress), Obrafour. 
Помимо хиплайф, в 90-х появляется также реглайф (англ. raglife), сплав рагга и регги с хайлайф, яркой звездой которого является Batman. 
К известным хиплайф-исполнителям 2000-х относятся Tic Tac, Buk Bak, Bollie, Tinny, а к реглайф-исполнителям — Rocky Dawuni.